# Panna Minoes – kocia agentka
Panna Minoes – kocia agentka (nid. Minoes, ang. Undercover Kitty, 2001) – holenderski film familijny w reżyserii Vincenta Bala, na podstawie powieści dla dzieci pt. „Minoes” autorstwa Annie M.G. Schmidt. 

## Fabuła
Film opowiada o kotce Minoes (Carice van Houten), która przez przypadek stała się człowiekiem. Mieszka w pudełku razem z dziennikarzem Tibbe (Theo Maassen) w fikcyjnym miasteczku Killendoorn. Kotka stara się zachowywać jak inni ludzie, jednak ma w sobie jeszcze wiele kocich manier. Lubi jeść ryby i miauczeć na dachu wraz z innymi kotami. 
Tibbe - nieśmiały dziennikarz, nie potrafiący napisać dobrego artykułu do gazety poznaje Minoes. Postanawia zaoferować mu pomoc w zamian za miejsce do spania i jedzenie. Z czasem staje się najlepszym dziennikarze w swoim mieście, dzięki wiadomościom od kotów z całego miasta. Wszystko ulega jednak zmianie po opublikowaniu artykułu na temat pana Meneera Ellemeeta (Pierre Bokma), który uważany jest za porządnego człowieka, kochającego zwierzęta, ale wcale taki nie jest. Tibbe traci pracę, a panna Minoes oraz inne koty postanawiają problem rozwiązać.

## Obsada
- Carice van Houten jako Minoes
- Theo Maassen(inne języki) jako Tibbe
- Sarah Bannier(inne języki) jako Bibi
- Hans Kesting(inne języki) jako Harrie de Haringman
- Olga Zuiderhoek(inne języki) jako Mevrouw van Dam
- Jack Wouterse(inne języki) jako Burgermeester van Weezel
- Pierre Bokma(inne języki) jako Meneer Ellemeet

## Wersja polska
Udźwiękowienie wersji polskiej: na zlecenie Polmedia – Studio Sonido

Reżyseria i kierownictwo produkcji: Tomasz Niezgoda

Tłumaczenie: Monika Szpetulska

Udział wzięli: 
- Joanna Jabłczyńska
- Joanna Pach
- Piotr Warszawski
- Jarosław Boberek
- Zbigniew Suszyński
- Milena Suszyńska
- Julita Kożuszek
- Daniel Wojsa
- Olga Szomańska
- Anita Sokołowska
- Dariusz Toczek

i inni
Lektor: Piotr Warszawski